# Клинтон (Мисури)
Клинтон (енгл. Clinton) град је у америчкој савезној држави Мисури.

## Демографија
По попису из 2010. године број становника је 9.008, што је 303 (-3,3%) становника мање него 2000. године.
| Група             | 2000.         | 2010.         |
| Белци             | 8.848 (95,0%) | 8.462 (93,9%) |
| Афроамериканци    | 165 (1,8%)    | 171 (1,9%)    |
| Азијати           | 29 (0,3%)     | 25 (0,3%)     |
| Хиспаноамериканци | 96 (1,0%)     | 177 (2,0%)    |
| Укупно            | 9.311         | 9.008         |